# Chapelle du Père-Lachaise
La chapelle du Père-Lachaise (ou chapelle de l'Est) est une chapelle affectée au culte catholique située à l'intérieur du cimetière du Père-Lachaise dans le 20e arrondissement de Paris. En dehors des cérémonies, la chapelle n'est ouverte que le jour de la Toussaint (1er novembre) et le jour de commémoration de tous les fidèles défunts (2 novembre).

## Localisation
La chapelle de l'Est est implantée à l'intérieur du cimetière du Père-Lachaise, avenue de la Chapelle (55e division). Implantée au centre du cimetière, sur le sommet du « Mont-Louis » et tournée vers l'Orient, elle domine tout le site. La chapelle est située sur l'emplacement de l'ancienne maison de retraite des Jésuites, dans le prolongement de l'axe formé par la porte d'entrée principale, l'avenue principale et le monument aux morts de Bartholomé.
Le monument érigé en 1887 pour Adolphe Thiers jouxte la chapelle. 

## Historique

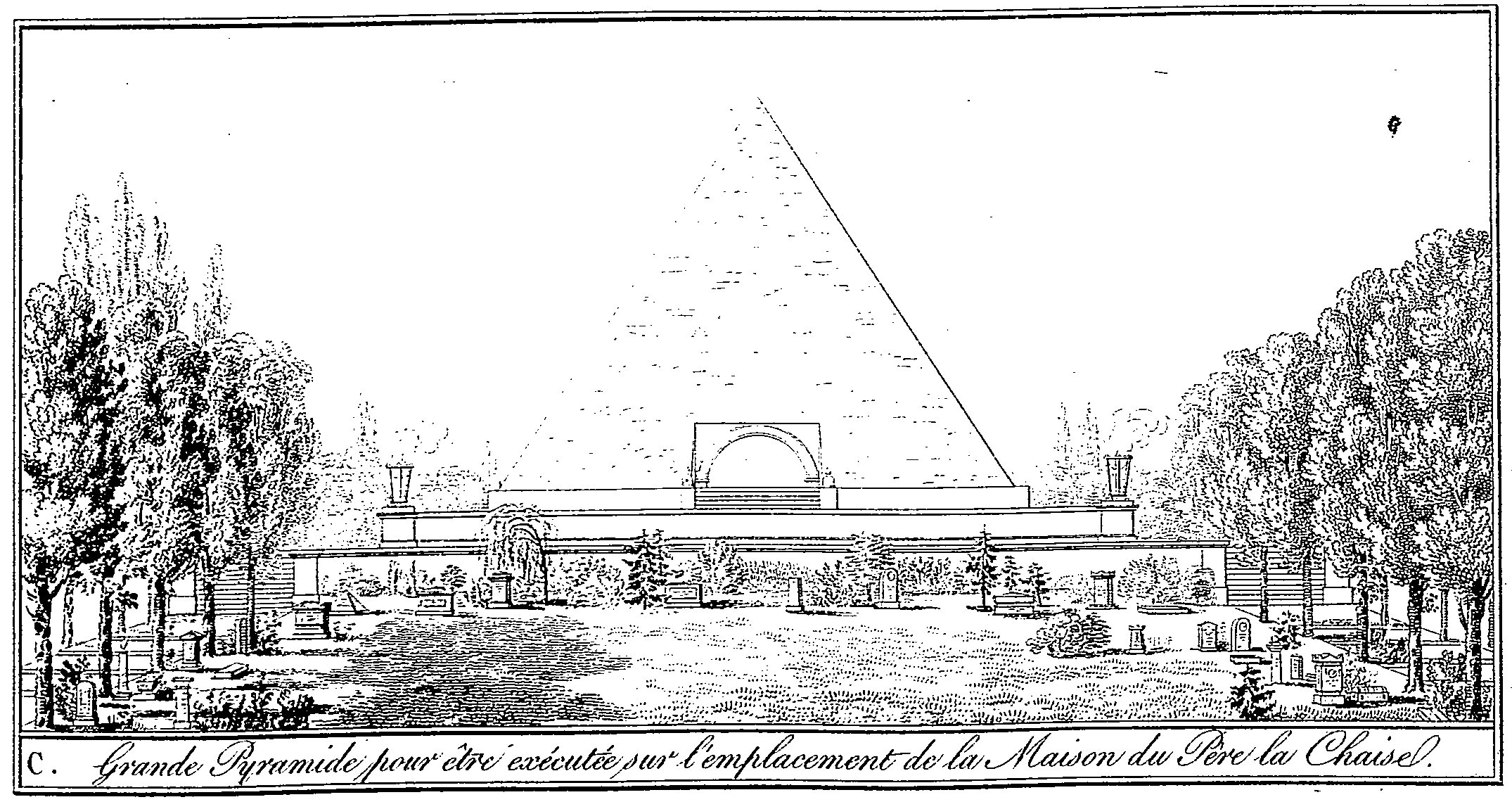
Projet de Brongniart pour être exécuté sur l'emplacement de la maison du Père La Chaise.

D'après les plans du cimetière dessinés par Brongniart, celui-ci avait prévu de bâtir une immense pyramide à la place de la maison du Père La Chaise. L'édifice devait servir aux cérémonies des différents cultes chrétiens. Ce projet a été abandonné et remplacé par le projet plus modeste de construire une chapelle sur les fonds de la ville de Paris et un legs.
En 1818, Marie Naudin (1759-1817), la veuve du docteur Bosquillon, lègue 40 000 francs pour l'édification d'une chapelle dans le cimetière du Père-Lachaise. Le monument est construit par l'architecte Étienne-Hippolyte Godde, également auteur de la porte d'entrée principale du cimetière. Entre 1818 et 1820 Godde présente plusieurs projets avant d'aboutir à la version actuelle adoptée en juillet 1820. Un temps envisagé, la réutilisation de la maison du Père La Chaise est abandonnée. Elle est finalement démolie ; seuls les matériaux sont réutilisés.
Achevée en 1823, la chapelle est consacrée en 1834. Rattachée initialement à l'église Saint-Germain de Charonne, elle dépend aujourd'hui de la paroisse Notre-Dame-du-Perpétuel-Secours.
La chapelle est classée aux monuments historiques par un arrêté du 14 novembre 1983.

## Description

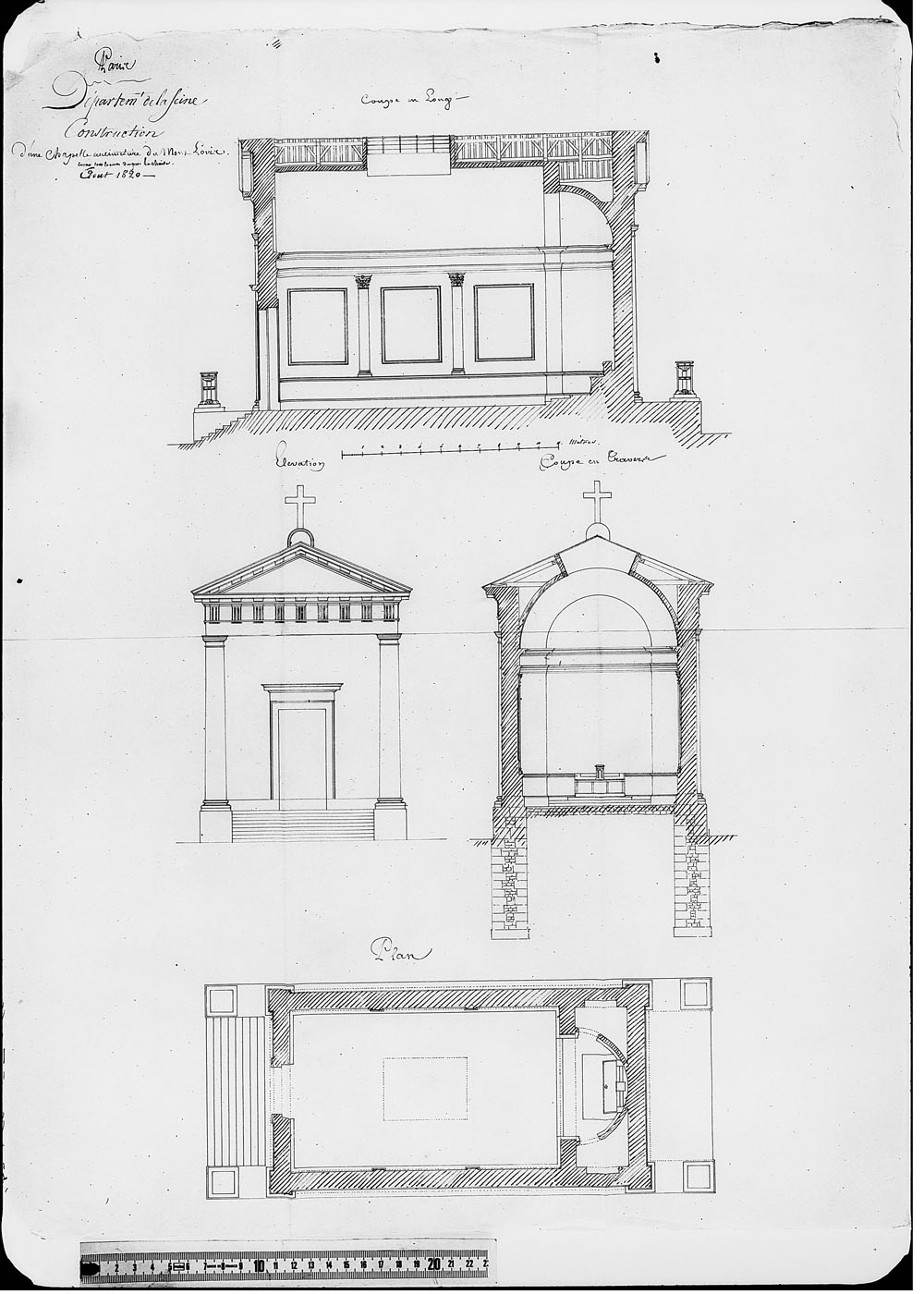
Plan, coupe et élévation de la chapelle.

D'aspect austère, la chapelle mesure 19,40 m de long, 10,30 m de large et 12 m de hauteur sous voute. Le monument comporte pour seule ouverture la porte. 
Amédée de Césena en donne la description suivante en 1864 : « On dirait un vaste tombeau. Aux quatre angles extérieurs sont des pilastres d'ordre dorique qui soutiennent un entablement orné d'un fronton et décoré de modillons et de triglyphes. On remarque à l'extérieur, à droite et à gauche du perron de sept marches qui précèdent l'édifice, des cassolettes en fonte posées sur des socles de pierre ; à l'intérieur, un autel de marbre blanc, élevé de deux marches, et accompagné à droite et à gauche, de candélabres, également en marbre blanc, supportés par des socles de marbre bleu turquin. »
Une sculpture de pietà surmonte l'autel.

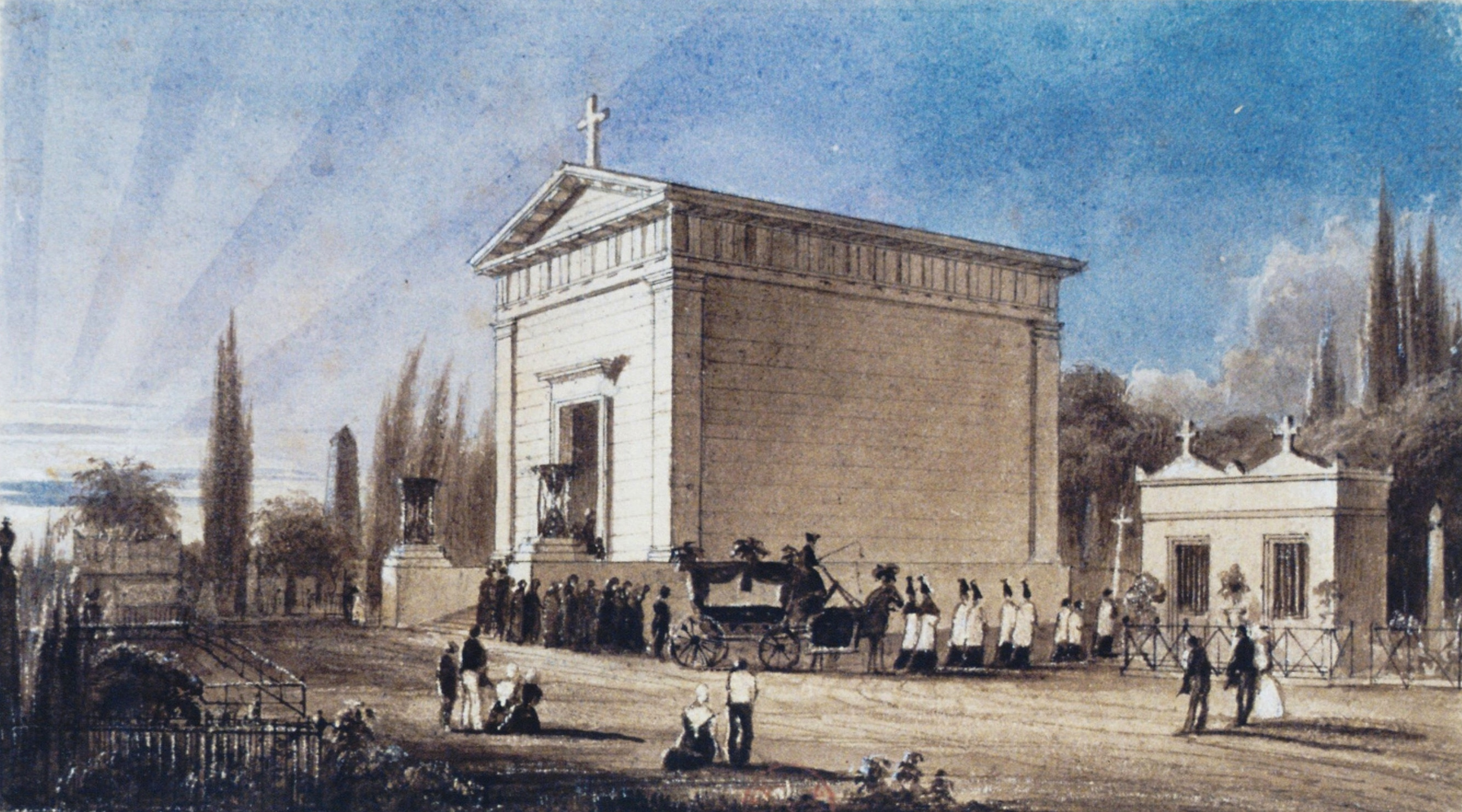
Dessin d'un cortège funèbre devant la chapelle (Frederick Nash, XIXe siècle). Le monument Thiers n'est pas encore construit.

L'intérieur de la chapelle est orné d'ex-voto antérieurs à 1914 pour la plupart. Ils honorent le souvenir de plus d'un millier de défunts, parmi lesquels :
- l'abbé Gaultier, précurseur de l'école mutuelle ;
- l'amiral Parseval-Deschênes, héros de la conquête de l'Algérie et de la guerre de Crimée sous Napoléon III ;
- l'général Tascher de la Pagerie, cousin de l'impératrice Joséphine de Beauharnais ;

ainsi que des victimes de la guerre franco-allemande de 1870 et de la Commune de Paris.